# Fossombronia caespitiformis
Fossombronia caespitiformis là một loài Rêu trong họ Fossombroniaceae. Loài này được De Not. ex Rabenh. mô tả khoa học đầu tiên năm 1860.